# مری سی. رابیت
مری کالینز رابیت (۲۵ ژانویه ۱۹۱۵ – ۸ اوت ۲۰۰۲)، با نام اصلی مری پریسیلا کالینز، یک ژئوفیزیک‌دان، مدیر، و تاریخ‌نگار آمریکایی در سازمان زمین‌شناسی ایالات متحده (USGS) بود.
علاقه او به لرزه‌شناسی باعث شد که با لرزه‌شناس مشهور، پری بایرلی، همکاری کند. او بعدها با کرتلی ماتر کار کرد و در نهایت به عنوان دستیار جیمز بالسلی فعالیت کرد. علاوه بر مشارکت‌هایش در USGS, رابیت فرایند ویرایش انتشارات علمی را بهبود بخشید. در کتاب مواد معدنی، زمین‌ها، و زمین‌شناسی برای دفاع مشترک و رفاه عمومی - جلد ۲، ۱۸۷۹–۱۹۰۴، رابیت توضیح می‌دهد که چگونه توسعه زمین‌های عمومی، سیاست‌های نقشه‌برداری، و توسعه منابع معدنی در ایالات متحده باعث رشد و پیشرفت حوزه زمین‌شناسی شد.
جلد ۳ علاقه USGS به بازبینی تحقیقات بنیادی از جنبش حفاظت در سال ۱۹۰۴ برای مطالعات استراتژیک مواد معدنی را توصیف می‌کند. او مشکلاتی را که پژوهشگران طی مداخله دولت فدرال در طبقه‌بندی زمین‌های عمومی و حفاظت با آن مواجه بودند، توضیح می‌دهد و به تأثیر رکود اقتصادی پس از جنگ جهانی اول در سال ۱۹۲۹ بر این مطالعات اشاره می‌کند. رابیت همچنین به تغییر اقتصاد زغال‌سنگ و کشاورزی و نیاز به مطالعه آب و مواد معدنی، که فشار زیادی بر این سازمان وارد کرد، می‌پردازد.

## حرفه
در سال ۱۹۳۷، پس از اخذ مدرک کارشناسی هنر در علوم زمین‌شناسی از Radcliffe، مری سی. رابیت به‌عنوان دستیار پژوهشی در دانشگاه کالیفرنیا با پری بایرلی همکاری کرد. او به حرفه خود به‌عنوان دستیار پژوهشی ادامه داد و به Radcliffe بازگشت تا با کرتلی ماتر همکاری کند.
در طول جنگ جهانی دوم، او به تنسی نقل مکان کرد تا در رصدخانه اوک ریج خدمت کند و با دفتر پژوهش و توسعه علمی در زمینه لرزه‌شناسی انفجار کار کرد.
پس از جنگ، رابیت به گروه‌های متحد کمک کرد و برای این منظور به ژاپن رفت. مری بعداً در سال ۱۹۴۹ به USGS پیوست و مدیریت واحد چکیده‌های ژئوفیزیکی را بر عهده گرفت.
در ۹ اوت ۱۹۵۰، رابیت به یک کمیته منصوب شد که بخشی از انجمن لرزه‌شناسی آمریکا بود. وظیفه آن‌ها معرفی نامزدهای هیئت مدیره و انتخابات شورای علمی بود. او تنها عضو زن این گروه بود.
او در سال‌های ۱۹۵۰–۱۹۵۷ به‌عنوان معاون رئیس شاخه فعالیت کرد. در این دوران و حتی بعد از آن، او در کنار رئیس شاخه جیمز بالسلی به‌عنوان دستیارش در پروژه‌های بسیاری همکاری کرد. این دو نفر برای شرح بهتر مفاهیم تکتونیک، مقیاس زمانی زمین‌شناسی، و تأثیر عواملی مانند تنش و گرما بر چینه‌بندی تلاش کردند. این منجر به درک بهتر موضوعات مختلف، از جمله ذخایر معدنی مغناطیسی، تکتونیک جهانی، و رفتار سنگ‌ها و خاک‌ها تحت دماها و فشارهای مختلف شد.
در سال ۱۹۵۴، مری سی. رابیت اولین کتاب خود را با عنوان خلاصه‌های ژئوفیزیکی ۱۵۷: آوریل-ژوئن ۱۹۵۴: خلاصه‌های ادبیات جاری مربوط به فیزیک زمین جامد و اکتشافات ژئوفیزیکی، همراه با دوروتی بی. ویتالینو، اس.تی. وسلوسکی و دیگران منتشر کرد.
اندکی بعد، در سال ۱۹۵۶، او کتاب خلاصه‌های ژئوفیزیکی، ۱۶۶: ژوئیه-سپتامبر ۱۹۵۶ را منتشر کرد.
پس از بازنشستگی در سال ۱۹۷۸، مری سی. رابیت به علاقه خود به زمین‌شناسی ادامه داد و یک تاریخچه سه‌جلدی و ارزیابی از سیاست‌های علمی زمین و نقشه‌برداری فدرال منتشر کرد.
جلد اول کتاب مواد معدنی، زمین‌ها، و زمین‌شناسی برای دفاع مشترک و رفاه عمومی در سال ۱۹۷۹ منتشر شد.
در سال ۱۹۸۰، او جلد دوم مواد معدنی، زمین‌ها، و زمین‌شناسی برای دفاع مشترک و رفاه عمومی و همچنین کتاب جان وسلی پاول: سرباز، کاوشگر، دانشمند را منتشر کرد.
جلد ۳: ۱۹۰۴‒۱۹۳۹ در سال ۱۹۸۶ منتشر شد. در همان سال، رابیت همچنین کتاب تاریخچه مختصر سازمان زمین‌شناسی ایالات متحده را منتشر کرد.
در سال ۱۹۹۵، مری سی. رابیت کتاب کاوش جان وسلی پاول در رودخانه کلرادو را منتشر کرد.
این اثر آخرین کار منتشرشده او بود، پیش از انتشار جلد چهارم در سال ۲۰۱۵. رابیت نگارش این جلد را آغاز کرده بود، اما توسط کلیفورد ام. نلسون، زمین‌شناس USGS که نویسنده مشترک کتاب بود، به پایان رسید.
این متون موضوعات اواخر قرن ۱۸ و اوایل قرن ۱۹ را از منظر تاریخ زمین‌شناسی، مواد معدنی و استخراج معدن بررسی می‌کنند. رابیت همچنین اطلاعاتی دربارهٔ جغرافیا، توپوگرافی و دیرین‌شناسی ارائه می‌دهد.
آثار او بر تعدادی از زمین‌شناسان، از جمله جرج دبلیو. وایت و جیمز آر. فلمینگ، تأثیر گذاشته‌اند. مشارکت‌های او در مقاله وایت، منطقه رودخانه کلرادو و جان وسلی پاول و همچنین جان وسلی پاول و مردم‌شناسی منطقه دره توسط اد.دی. مک‌کی، دان دی. فاولر، رابرت سی. اویلر، و کاترین اس. فاولر و مواد معدنی، زمین‌ها، و زمین‌شناسی برای دفاع مشترک و رفاه عمومی - جلد سوم: ۱۹۰۴–۱۹۳۹ توسط جیمز آر. فلمینگ مورد ارجاع قرار گرفته‌اند.